# Чайлдс, Терри
Терри Чайлдс (англ. Terry Childs; 22 сентября 1955 года, округ Санта-Клара, штат Калифорния - 11 февраля 2023 года, Тюрьма «Salinas Valley State Prison», штат Калифорния) — американский серийный убийца, совершивший серию из как минимум 5 убийств девушек и женщин в период с 10 июля 1979 года по 5 августа 1985 года на территории  штатов Калифорния и Невада. Настоящее количеств жертв Чайлдса неизвестно. Следствием Чайлдс подозревался в совершении более 10 убийств. Сам Терри Чайлдс заявил, что убил 12 человек.

## Биография
Терри Чайлдс родился 22 сентября 1955 года на территории округа Санта-Клара, штат Калифорния. Имел шестерых  братьев и сестер. Детство и юношеские годы Чайлдс провел в городе Аптос. Его отец Гэри Чайлдс принадлежал к местной криминальной субкультуре и зарабатывал на жизнь ростовщичеством. Во время арестов местных мелких преступников, которые после арестов были освобождены под залог или поручительство, Гэри Чайлдс выступал в качестве поручителя, требуя после их освобождения  материальное вознаграждение в размере, значительно превышающем сумму залога. В подростковые годы Терри Чайлдс начал увлекаться наркотическими веществами и алкогольными напитками, вследствие чего рано начал вести криминальный образ жизни. В конце 1970 года  Чайлдс впервые был арестован по обвинению в совершении ограбления. В последующие годы он бросил школу и несколько раз подвергался арестам, три раза был осужден, но каждый раз получал в качестве уголовного наказания незначительный срок лишения свободы. Его братья также в разные годы сталкивались с уголовной ответственностью. Один из его братьев впоследствии был убит в тюрьме, получив во время драки удар штангой по голове. В 1985 году Терри Чайлдс был известен в округе как человек без определенного рода занятий, страдающий наркотической зависимостью с признаками психического расстройства.

## Убийство Лоис Сигала
22 августа 1985 года 29-летний Чайлдс и его подруга 22-летняя Мелони Херефорд были арестованы по обвинению в хранении взрывчатых веществ. В качестве меры пресечения им был установлен залог в размере 250 000 долларов, через несколько дней они попали под подозрение в совершении убийства 17-летней Лоис Сигала на территории небольшого города Скотс Вэлли (округ Санта-Круз). Тело девушки было обнаружено 10 августа. В ходе расследования было установлено, что жертва была убита примерно за пять дней до обнаружения ее тела и в нее было выпущено 15 пуль из пистолета Люгера, с патронами калибром 9 мм. В ходе расследования полицией был найден свидетель, который заявил о том, что видел, как Лоис Сигала перед своим исчезновением села в автомобиль марки «Ford Mustang», принадлежащий  Терри Чайлдсу. Другой свидетель заявил о том, что  незадолго до убийства девушки продал Чайлдсу пистолет Люгера. Свидетель показал следователям местность, где согласно его показаниям, Чайлдс произвел из пистолета несколько выстрелов по окружающим деревьям, после чего следствием были обнаружены гильзы. Криминалистическо-баллистическая экспертиза гильз, найденных в лесу и на месте убийства Лоис Сигала, впоследствии установила, что девушка была убита из пистолета, который по версии следствия принадлежал Чайлдсу, однако в ходе обыска полицией салона его автомобиля и его апартаментов орудие убийства обнаружено не было, тем не менее обвинение в совершении убийства Чайлдсу было предъявлено 10 сентября того же года, несмотря на то, что очевидных доказательств его виновности найдено не было.
В ходе допросов Мелони Ли Херефорд, не выдержав морального давления, заключила соглашение о признании вины. Она признала свое соучастие в совершении убийства Лоис Сигала, подробно поведала о том, как развивались события, и дала показания против Терри Чайлдса. Согласно ее свидетельствам, 17-летняя Лоис Сигала вела бродяжнический образ жизни, страдала наркотической зависимостью и была известна под псевдонимом «Джанин». После знакомства с Терри она сожительствовала с ним и Херефорд в течение нескольких месяцев. Херефорд заявила, что за несколько дней до убийства Чайлдс сообщил ей о том, что собирается убить Лоис из-за подозрения в том, что девушка сотрудничает с полицией и является осведомителем, так как знала о причастности Чайлдса и Херефорд к ограблению, которые они совершили в июле 1985 года. После того как Терри Чайлдсу удалось посадить девушку в свой автомобиль, он отвез ее на окраину города, где рано утром начал угрожать убийством обеим девушкам. В конечном итоге Чайлдс застрелил Лоис Сигала и заставил Херефорд, угрожая ей убийством, уничтожить улики, в том числе окурки от ее сигарет, после чего они скрылись с места преступления на машине Чайлдса. В марте 1986 года предварительное расследование было завершено, после чего уголовное дело было направлено в суд.
В начале апреля 1986 года, на условиях соглашения о признании вины, часть обвинений с Мелони Херефорд была снята.  Она была условно осуждена с установлением испытательного срока в виде 5 лет, после чего из здания  суда была отпущена на свободу. В конце апреля автомобиль Херефорд и ее мужа был остановлен полицией из-за неисправного стоп-сигнала. Во время разговора с ними полиция установила, что Херефорд лишена водительских прав, после чего произвела обыск автомобиля, в ходе которого обнаружила украденный телевизор и холодное оружие. В конечном итоге Мелони Херефорд была арестована полицией за нарушение условий испытательного срока. Ее  условное осуждение было отменено, после чего девушка заявила, что откажется от дачи показаний против Чайлдса на его предстоящем судебном процессе, но позже изменила свое решение, после того как ей сообщили о том, что  ее первоначальные показания были занесены в протокол и могут быть использованы против Чайлдса на судебном процессе без ее участия на судебном процессе. В мае 1986 года она была осуждена и получила в качестве наказания 120 дней лишения свободы. Из-за ареста Мелони Херефорд дата начала судебного процесса Терри Чайлдса была перенесена.
Судебный процесс над Терри Чайлдсом открылся 15 января 1987 года. Прокуратура округа Санта-Круз настаивала на том, что Чайлдс являлся садистом и совершил убийство с особой жестокостью, получив наслаждение от мучений жертвы. Судебно-медицинский эксперт на одном из судебных заседаний на основании результатов экспертизы заявил, что в жертву попали 9 пуль, большая часть из которых пришлась в область рук, бедер и живота. Согласно его заявлению, жертва оставалась в сознании и пыталась ползком уйти от убийцы, после чего Чайлдс совершил последний выстрел ей в голову.
Основным свидетелем обвинения стала  Мелони Херефорд, которые подтвердила свои первоначальные показания и рассказала суду о том, как развивались события. Один из друзей Терри Чайлдса и его сообщник в совершении ограблений Джон Локателли, который по версии следствия продал ему пистолет Люгера, с помощью которого Чайлдс убил Лоис Сигала, отказался давать в суде показания против Чайлдса, но его отец Джон Локателли-старший заявил в суде о том, что видел, как его сын продавал пистолет Терри Чайлдсу. Локателли-старший передал полиции патроны, на канавках пуль которых в ходе криминалистическо-баллистической экспертизы были обнаружены характерные следы, такие же, как и на пулях, извлеченных из тела Сигала, свидетельствующие о том, что девушка была убита пулями из коробки патронов, находящихся в доме Джона Локателли.
Сам Чайлдс настаивал на своей непричастности к совершению убийства и заявлял о том, что страдает психическим расстройством. Его адвокат пригласил в суд доктора Дэвида Горелика, который работал в одном из психоневрологических госпиталей для ветеранов войн, расположенных в Лос-Анджелесе, который заявил в суде о том, что длительное употребление наркотических средств способствует развитию параноидной шизофрении. Ряд знакомых Чайлдса также заявили о том, что незадолго до ареста поведение Чайлдса характеризовалось враждебностью, агрессивностью и подозрительностью. Адвокат Чайлдса Тони Салатич также заявил о невиновности своего подзащитного, заявив, что показания Мелони Херефорд недостоверны и подвергаются сомнению, так как девушка страдала наркотической зависимостью.
5 февраля 1987 года вердиктом жюри присяжных заседателей Терри Чайлдс был признан виновным в убийстве Лоис Сигала, после чего суд приговорил его к пожизненному лишению свободы с правом подачи ходатайства об условно-досрочном освобождении по отбытии 41 года тюремного заключения.

## Последующие признания
После осуждения Чайлдс был этапирован для отбытия наказания в тюрьму «Corcoran State Prison».  В 1996 году он совершил попытку убийства другого заключенного, после чего было принято решение перевести его для дальнейшего отбытия уголовного наказания на территорию тюрьмы «Pelican Bay State Prison», где ряд осужденных, демонстрирующих агрессивное поведение и неоднократно подвергавшихся дисциплинарным взысканиям за нарушение режима, содержались в блоке с режимом полной изоляции заключённых как от внешнего мира, так и друг от друга. Узнав об этом, Терри Чайлдс в октябре того же года связался с прокуратурой округа Санта-Круз и предложить заключить соглашение о признании вины. В обмен на сохранение условий содержания в тюрьме, Чайлдс согласился дать признательные показания в совершении еще 11 убийств, четыре из которых произошли на территории округа Санта-Круз,  одно в Сан-Диего, два в Трейси, (штат Калифорния), два в Сиэтлле, два в округе Санта-Клара и одно в городе Спаркс (штат Невада). Осенью того же года Чайлдс признался в совершении убийства 32-летней Рулан МакГилл, которая была похищена, ограблена, подвергнута сексуальному насилию и зарезана во время поездки к дантисту 10 июля 1979 года на территории города Спаркс.
Чайлдс подробно описал детали убийства, известные только следствию, и с большой точностью указал на карте расположение трупа, после чего прокуратура округа Уошо предъявила Терри Чайлдсу обвинение в совершении убийства первой степени.
Чайлдс был этапирован из тюрьмы «Corcoran State Prison» в окружную тюрьму города Спаркс, где в ходе судебного процесса был признан виновным в убийстве Рулан Макгилл и получил в качестве уголовного наказания еще один срок в виде пожизненного лишения свободы. Он был возвращен на территорию штата Калифорния, где продолжил отбывать наказание в тюрьме «Salinas Valley State Prison». 12 октября 2007 года Терри Чайлдс признался в совершении убийства 19-летней Линды Энн Йозович, которая была убита 7 ноября 1979 года на территории округа Санта-Клара. Линда Йозович пропала без вести вечером, находясь на парковке универмага «Mervyn's», где она работала продавцом. Ее судьба оставалась неизвестной на протяжении последующих 16 лет, пока в 1995 году ее нижняя челюсть и несколько ребер были обнаружены туристом в горной местности округа Санта-Клара. Остальная часть ее останков была обнаружена лишь в 2004 году. В ходе допроса Терри Чайлдс рассказал о том, что вечером 7 ноября 1979 года поссорился с матерью, после чего в приступе ярости покинул  дом. Согласно его свидетельствам, он встретил Йозович на парковке универмага, после чего схватил ее и затолкал в ее автомобиль на пассажирское сидение. Чайлдс отвез девушку в горную местность недалеко от Лексингтонского водохранилища, где избил ее и подверг пыткой удушения, после чего зарезал. Он заявил, что на протяжении продолжительного времени страдал зрительными галлюцинациями, во время которых ему являлся образ убитой им девушки, вследствие чего он начал испытывать проблемы со здоровьем и решился признать свою причастность к убийству девушки. На допросах он заявил о раскаянии в содеянном и заявил о том, что испытывает желание связаться с ее родственниками с целью попросить прощения. В 2008 году Терри Чайлдс был осужден за убийство Линды Энн Йозович и был приговорен к еще одному сроку в виде пожизненного лишения свободы без права на условно-досрочное освобождение.
В 2016 году Терри Чайлдс снова связался с прокуратурой округа Санта-Клара и дал признательные показания в совершении убийств 28-летней Джоан Мак, которая была убита 11 октября 1984 года в Аптосе и Кристофер Холл, чье тело было обнаружено 3 февраля 1985 года на территории одного из парков Аптоса. Чайлдс заявил, что после того, как ему удалось посадить в свой автомобиль Джоан Мак, он отвез женщину на пляж, где связал и зарезал ее. Согласно его свидетельствам, с Кристофер Холл он был знаком продолжительное время и застрелил ее после того, как Холл, будучи посредником во время приобретения крупной партии наркотических средств, не выполняла перед ним своих обязательств. Также Чайлдс признался в совершении убийства 30-летней Пенни Риккенбейкер, которая являлась невестой его отца. По официальной версии следствия Риккенбейкер совершила самоубийство рано утром 11 июня 1974 года в доме Чайлдса, выстрелив себе в голову из пистолета. Во время инцидента в доме находился Гэри Чайлдс, Терри и два его брата. Во время расследования все они проверялись на причастность к смерти женщины, но Терри и его братья заявили полиции о том, что во время самоубийства спали. Несмотря на признательные показания Терри Чайлдса, обвинение в убийстве невесты его отца предъявлено ему не было из-за недостатка доказательств его причастности. В начале 2017 года Чайлдс на судебном процессе признал себя виновным в убийстве Джоан Мак и Кристофер Холл, после чего был приговорен к еще двум пожизненным срокам без права на условно-досрочное освобождение.

## Смерть
Терри Чайлдс умер 11 февраля 2023 года находясь в тюрьме «Salinas Valley State Prison».